# Jenkins
För andra betydelser, se Jenkins (olika betydelser).
Jenkins är ett engelskt efternamn, som burits av bland andra:
- Allen Jenkins
- Barry Jenkins
- Carter Jenkins
- Charles Jenkins (friidrottare född 1964)
- Charles J. Jenkins
- Charlie Jenkins
- David Jenkins
- David Jenkins (konståkare)
- Evan Jenkins
- Florence Foster Jenkins
- Hayes Alan Jenkins
- Jerry B. Jenkins
- Karl Jenkins
- Katherine Jenkins
- Ken Jenkins
- LaTasha Jenkins
- Lynn Jenkins
- Mark Jenkins
- Patty Jenkins
- Paulina D. Jenkins
- Richard Jenkins
- Roy Jenkins
- Sandra Jenkins